# Философия архитектуры
Философия архитектуры — раздел философии искусства, занятый проблемами эстетической ценности архитектуры, её семантики и связи с общими тенденциями в развитии культуры.

## История

### Предыстория философии архитектуры
Проблемы философии архитектуры имплицитно выражаются ещё в учебниках по архитектуре, а также в ряде работ, посвященным истории архитектуры. Однако в качестве независимого раздела философии искусства философия архитектуры проявила себя только в XX веке.
Как отмечает К. Харрис (K. Harries) в рамках классических эстетик Канта и Баумгартена, архитектура занимала незавидную нишу, в виду её связи с техническими и инженерными проблемами, что тогда плохо сочеталось с идеалом «чистого искусства».

### Начало современного периода

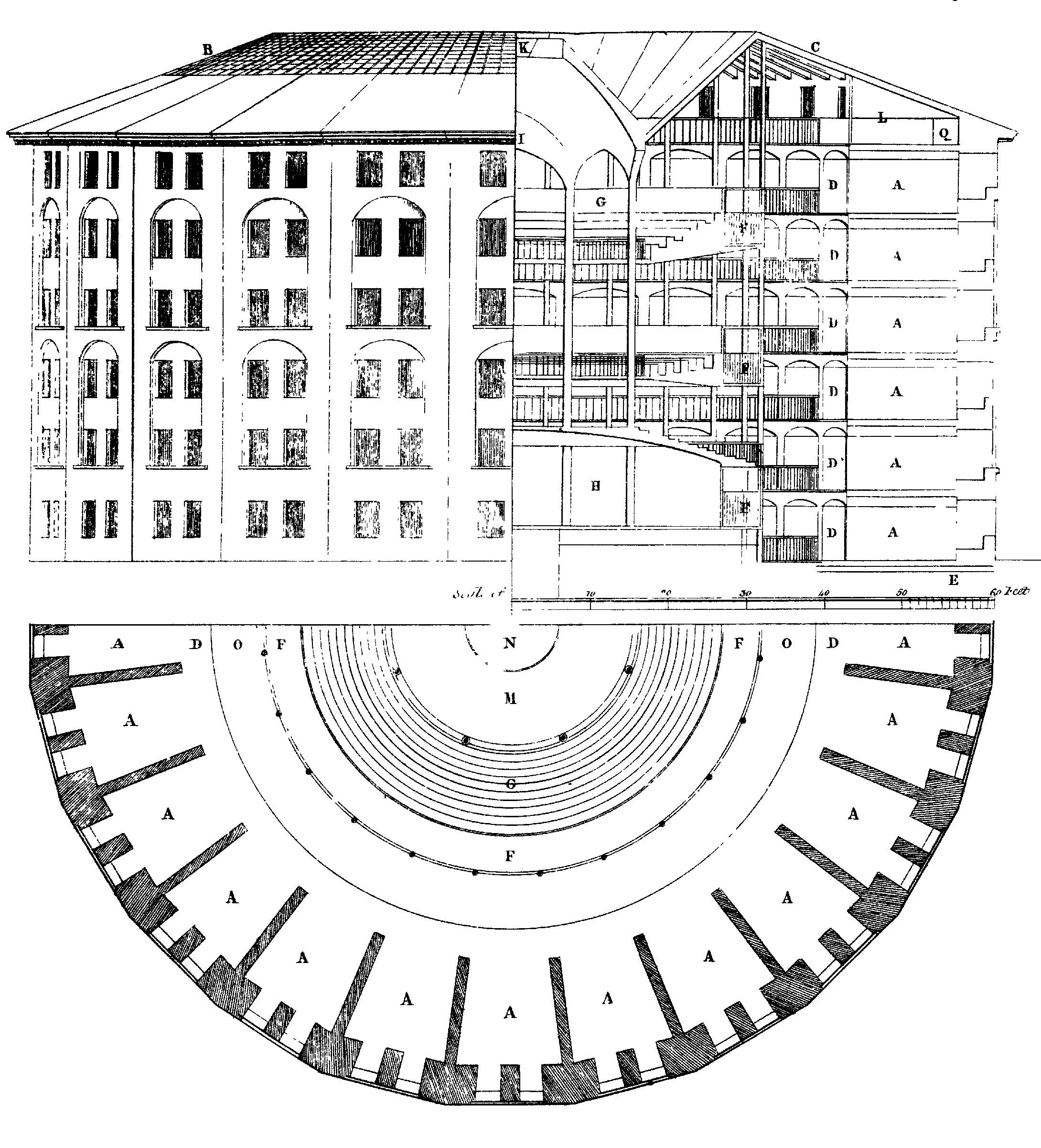
Паноптикум. Чертёж Иеремии Бентама 1791 года.

Как это отмечал М. Фуко, архитектура способна задать жизнь общества, и поэтому она особенно значима для понимания человека, его ценностей и культуры. В своей работе «Надзирать и наказывать» Фуко предпринял попытку анализа современной культуры сквозь призму архитектуры проекта тюрьмы «Паноптикум». Суть этого проекта Иеремии Бентама заключалась в создании особой прозрачной среды обитания заключенных, где каждый был бы под постоянным надзором. Хотя сам проект не был воплощен, его мысль повлияла на представление о тюрьмах, изменив общественные практики наказания. Одновременно со своими основными выводами, Фуко достиг и другой цели — его инструментальное использование архитектуры выявило культурологический и философский потенциал этой темы.
Однако философия архитектуры как полноправная часть философии искусства была бы не возможна без осуществленного авангардом сдвига эстетической парадигмы. Искусство, поставленное в условия существования эпохи механического воспроизведения образа, было вынуждено искать новые пути. Примерно в то же время складываются архитектурные стили конструктивизма и функционализма, утверждающий полностью инженерную эстетику. Сторона архитектуры, которую ранее старались спрятать (связь с прагматическими нуждами человека и общества), превращается в её главную составляющую. Кубизм и футуризм задали общую эстетическую установку, чрезвычайно близкую тому же, инженерному идеалу. Все это создало более чем благоприятную конъюнктуру для изменения позиции архитектуры в нашем представлении об искусстве.

### Философия архитектуры и постмодернизм

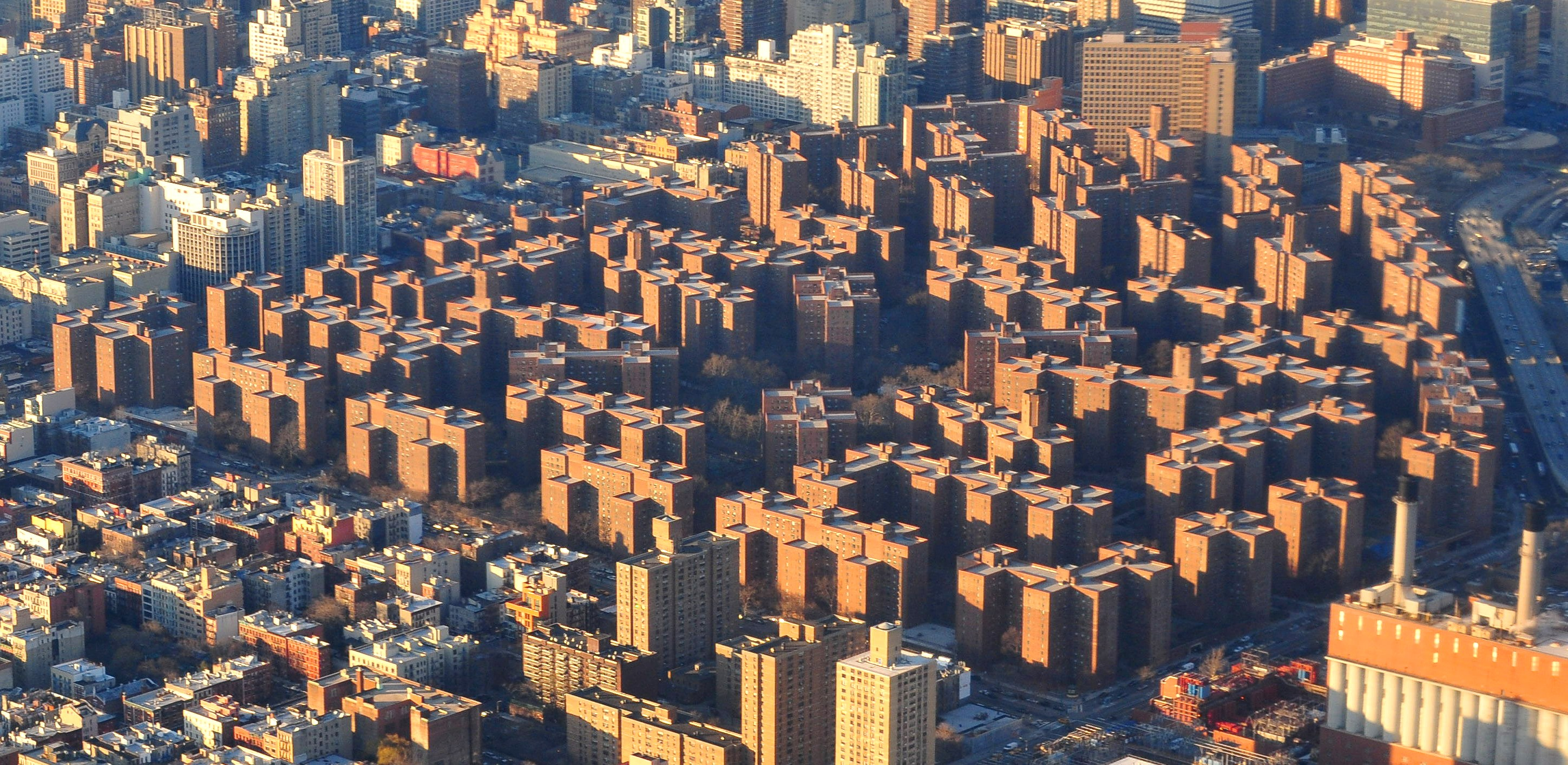
Фотография «Стайвесант-таун — Питер-Купер-Виллидж», по мнению Р. Мартина (R. Martin) именно это архитектурное произведение может выступать как одно из первых проявлений постмодернизма

Особое положение архитектура получает с появлением такого явления как постмодерн. Согласно мнению Р. Мартина (R. Martin), "it remains surprising how many influential accounts of cultural postmodernism make reference to architecture" [по прежнему удивительно, сколь многое в культуре постмодернизма отсылает к архитектуре]..
Некоторые исследователи идут так далеко, что даже утверждают, что весь постмодернизм происходит из архитектурной практики, и отказ от "Модерна" как архитектурного стиля, терминологически задал постмодернизм. Так, Ф. Джеймсон (F. Jameson) пишет, что "it is in the realm of architecture, however, that modifications in aesthetic production are most dramatically visible, and that their theoretical problems have been most centrally raised and articulated (...) it was indeed from architectural debates that my own conception of post-modernism (...) initially began to emerge." [это в мире архитектуры, так или иначе, наиболее очевидны модификации эстетического производства и его теоретические проблемы артикулированы в наиболее централизованном виде (...) действительно, моя концепция постмодернизма происходит из дебатов об архитектуре] . Как было отмечено исследователями проблемы , столь важные для постмодернизма авторы как Р. Барт и У. Эко, видели архитектуру как источник революционной новации как в искусстве, так и в процессе смены стиля культуры в целом.

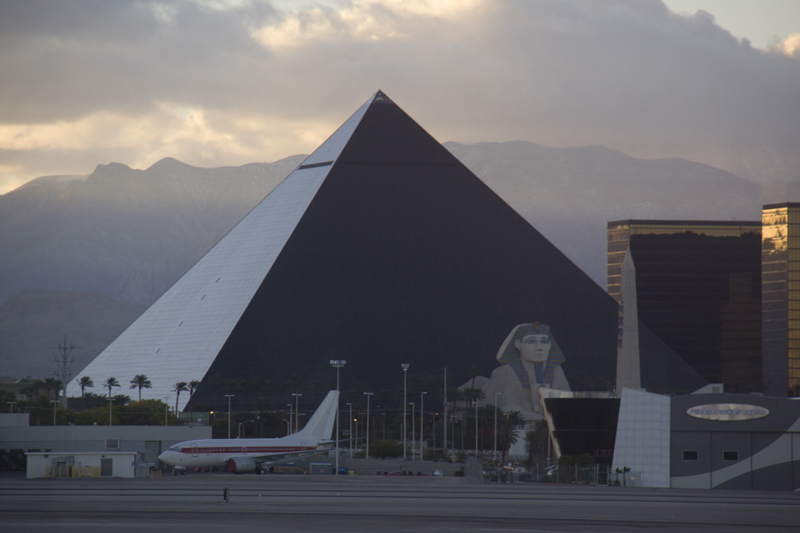
Фотография казино «Луксор», пример архитектуры «Лас Вегаса», которая легла в основу постмодернистского манифеста Вентури и сыграла ключевую роль в становлении постмодернизма по мнению Ф. Джеймсона (F. Jameson)

Джеймсон полагает, что существует особая связь между постмодернизмом и американской архитектурой, рождение которой в качестве национальной архитектуры совпало, по его мнению, со становлением терминологии, или даже реальности постмодернизма . Однако не все исследователи постмодернизма согласны с его "архитектурным происхождением", так А. Хюссэн (A. Huyssen, (статья английской Википедии)), полагает что концептуальная сфера постмодернизма была задана внутри определенных течений художественной литературы. Однако и этот исследователь, отмечает особую роль архитектуры в становлении постмодернизма. Как это описывает Мартин "Huyssen credits architecture with helping to disseminate the term postmodernism, originally from literature, into the expanded aesthetic sphere during the 1970s." [Хюссэн полагает, что в семидесятых годах XX века архитектура помогла в распространение термина "постмодернизм" из литературы в другие эстетические сферы]  Ж. Лиотар же, полагает, что архитекторы-постмодернисты ничего общего не имеют с настоящим постмодерном (как отмечал это и такой исследователь философии архитектуры как Р. Мартин ), и, как Лиотар сформулировал это в своей статье "Ответ на вопрос: что такое постмодерн?", они бросают проект Баухауза, выплескивая из функционалистской купели вместе с водой и ребёнка, каковым все ещё остается эксперимент.
Особой фигурой для философии архитектуры может считаться архитектор Р. Вентури, чье книги сыграли возможно не меньшую роль в становлении постмодернизма, чем стилистический эксперимент в архитектуре того же автора. Р. Вентури первым направил внимание архитекторов к поп-арту. В своем отказе от архитектурного модернизма Вентури отвергает и породившую данный стиль культурную установку, выявляя таким образом глубокую связь цивилизации и архитектурных форм.

## Основные проблемы философии архитектуры

### Семантика архитектуры
Как это отмечалось таким исследователем философии архитектуры как M. Donougho "many books and articles [on architecture] over the last twenty years or so written in the semiotic style" (в последние двадцать лет многие книги и статьи [об архитектуре] были написаны в семиотическом стиле). Именно проблема смысла, способов его инкорпорирования в архитектуру, и ряд подобных вопросов занимают исследователей, в чье поле профессиональных интересов так или иначе попадает архитектура. Нет оснований полагать, что данная тенденция будет иной применимо к группе авторов, непосредственно связанных с философией архитектуры. Так же, само распространение этого метода, широкое использование философии языка при работе с архитектурной проблематикой, способствует дальнейшему развитию философии архитектуры и, одновременно, размывает границы этого направления как части общей суммы методов для изучения архитектуры.
Ряд выдающихся специалистов в области семиотики скептически относятся к такому подходу в отношении архитектуры. Так, У. Эко полагал, что "architecture constitutes a test case for the semiotic project, since it is not in the first place a signifying and communicational medium at all but a means of shelter, or whatever" ("архитектура представляет собой проверку для семиотического проекта, так как прежде всего, она никоим образом не является ни означающим, ни коммуникационным медиумом или чем-то подобным") .

#### Разнообразие семиотических подходов к архитектуре
Но если семиотический подход — это то, что объединяет большинство исследователей? связанных с философией архитектуры, он же позволяет разделить их на ряд групп. Как замечает В. Уайт (W. Whyte) «for some writers, architecture — like all the arts — is an emanation of the Zeitgeist. For others, it should be understood as an expression of the underlying social order, or as an aspect of deep culture. Still others would interpret it as a self-contained sign system, with its own grammar, syntax, and ways of meaning» (для некоторых авторов, архитектура, как и другие искусства, представляет собой Дух времени. Для других архитектура должна рассматриваться как выражение социального строя или глубинных аспектов культуры. Прочие же будут склонны изучать архитектуру как самодостаточную систему знаков, с собственной грамматикой, синтаксисом и способами передачи смысла). Таким образом, можно выделить три трактовки архитектурного значения:
- как эстетической ценности
- как выражение определённого социального строя
- как самостоятельного языка.

Также семиотический подход может быть разделен на два направления, связанных соответственно с двумя крайностями в семиотической трактовке архитектуры — как чистого текста или как среды, где уровень значения принципиально трудно выявить. Сторонники этих двух направлений различаются терминологией, описывающей сам процесс нахождения смыслов архитектуры. Для сторонников архитектуры как текста это будет чтение, для противников этого подхода — интерпретация.

#### Архитектура как чтение и архитектура как репрезентация
В. Уайт полагает, что "architecture is not, in reality, simply a language, and buildings cannot, in actuality, simply be read." ("архитектура, на самом деле, не является лишь языком, и здания не могут быть просто прочитаны").
В. Уайт так описывает свой подход к расшифровке архитектурных смыслов "interpreting architectures should be likened, not to reading, but to a series of translations (...) I shall suggest that architectural interpretation-and indeed architecture itself - is analogous to a series of transpositions (...) this argument (...) draws on the work of Mikhail Bakhtin"("интерпретация архитектуры должна быть связана не с чтением, но с серией переводов (...) я должен предположить, что архитектурная интерпретация, а на самом деле и сама архитектура, представляют собой серию перестановок (...) этот аргумент (...) основывается на работе Михаила Бахтина")
Р.Г. Хершбергер (R.G. Hershberger) полагает что архитектура прежде всего набор определенных свойств, которые люди приписывают ей, и эти свойства (такие как "большое-малое", "простое - сложное") не могут быть описаны как текст, а следовательно не могут быть и непосредственно прочитаны . Однако Мартин полагает, что эта сложность может быть преодолена, если мы будем рассматривать архитектуру как сумму ряда различных текстов, своего рода палимпсест, составленный из принципиально разных языков, существующих на разных уровнях нашего восприятия 

## Национальные школы Философии архитектуры

### Франция: создание метода Декарта как построение нового города
В своей статье "Город — Архитектура — Философия" С. Б. Веселова  проводит широкий анализ влияния архитектурной метафорики на становления западной рациональности. Касательно Франции, в данной работе рассматривается пример Декарта, который сравнивает свой проект новой философии с построением города. В прочем существуют и иные трактовки этой "городской метафоры". Так М.Д. Динан (M.D. Dinan)  видит здесь скорее анализ отношений философии и города, чем влияние архитектурных и урбанистических метафор на мышление.

Декарт. Рассуждение о методе:

. 
(...) я оставался целый день один в теплой комнате, имея полный досуг предаваться размышлениям. Среди них первым было соображение о том, что часто творение, составленное из многих частей и сделанное руками многих мастеров, не столь совершенно, как творение, над которым трудился один человек. Так, мы видим, что здания, задуманные и исполненные одним архитектором, обыкновенно красивее и лучше устроены, чем те, в переделке которых принимали участие многие, пользуясь старыми стенами, построенными для других целей. Точно так же старинные города, разрастаясь с течением времени из небольших посадов и становясь большими городами, обычно столь плохо распланированы по сравнению с городами-крепостями, построенными на равнине по замыслу одного инженера, что, хотя, рассматривая эти здания по отдельности, нередко находишь в них никак не меньше искусства, нежели в зданиях крепостей, однако при виде того, как они расположены – здесь маленькое здание, там большое – и как улицы от них становятся искривленными и неравными по длине, можно подумать, что это скорее дело случая, чем разумной воли людей. А если иметь в виду, что тем не менее всегда были должностные лица, обязанные заботиться о том, чтобы частные постройки служили и украшению города, то станет ясным, как нелегко создать что-либо совершенное, имея дело только с чужим творением. — 1637

### Австрия: Дом Витгенштейна
.

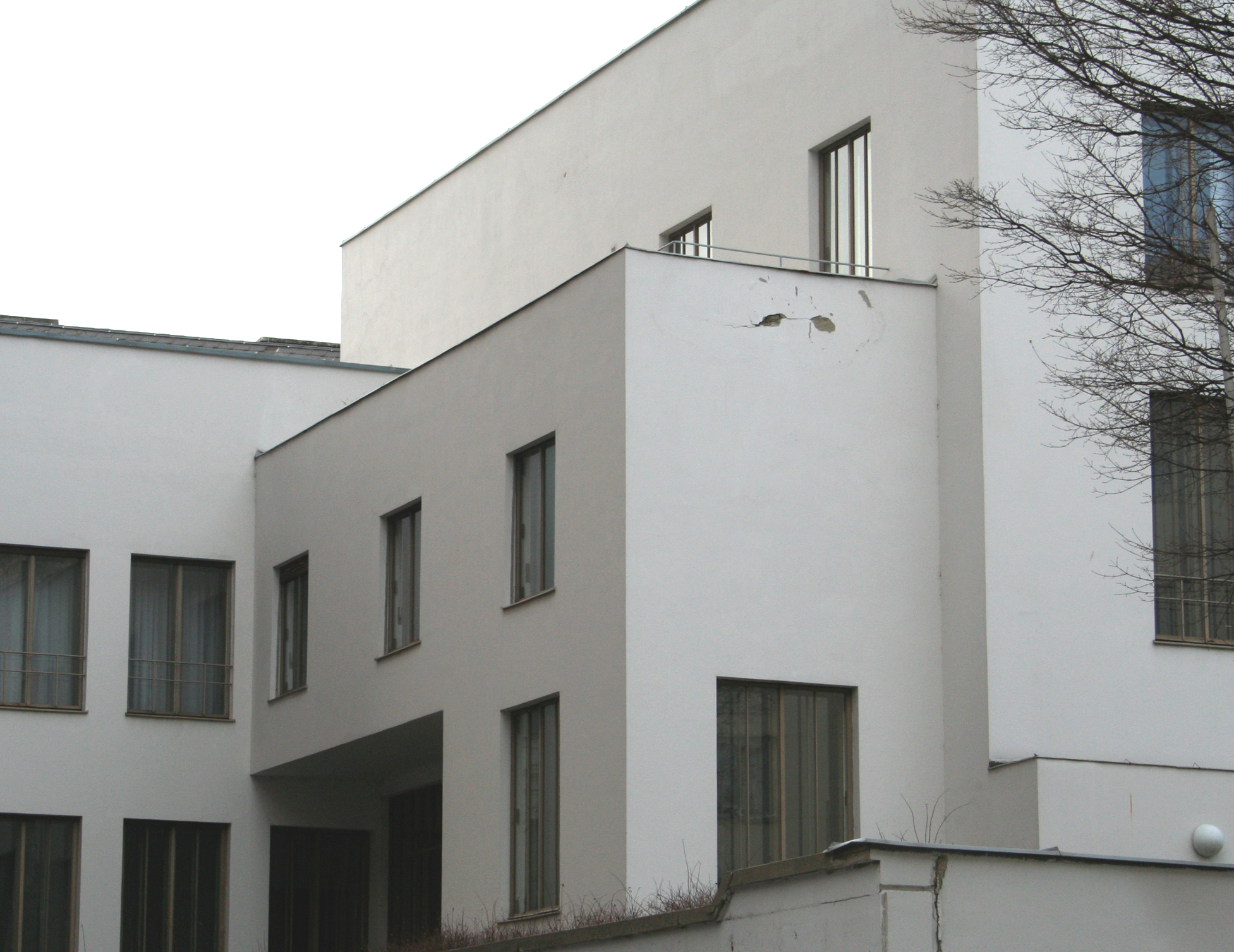
Фотография «Дома Витгенштейна»

Одним из важнейших примеров взаимодействия философии и архитектуры может считаться так называемый Дом Витгенштейна (статья на английском языке), построенный при участии известного австрийского философа Людвига Витгенштейна. Обширная литература посвящена поиску связей стилистических особенностей дома и личности Витгенштейна, а также его философии.

#### Философский анализ архитектуры Л. Витгенштейна
- Himmelfarb G. Jeremy Bentham’s Haunted House // Victorian Minds (Knopf, 1968).
- Wilson S.J. The Play of Use and the Use of Play: an Interpretation of Wittgenstein’s Comments on Architecture // Architectural Review 180.1073 (July 1986).
- Tilghman B.R. Ludwig Wittgenstein, Architect // Journal of Aesthetics and Art Criticism. Vol. 53 (Fall).
- Wijdeveld P. Ludwig Wittgenstein, Architect (MIT Press, 1994).

### Россия: Философия города
В современной русской мысли проблемы философии архитектуры нашли отклик в особой форме, получившей в профессиональной среде имя «Философии города», которая представлена такими современными авторами как С. Б. Веселова, С. А. Смирнов, Л. Е. Трушина. Другим направлением мысли, имевшем особое отношение к архитектуре, может считаться анализ Санкт-Петербурга в рамках проекта Танатологии, в частности в статье М. С. Уварова. Философия архитектуры затрагивается сегодня в России и в рамках других проектов анализа города как явления культуры, в том числе и с помощью когнитивной психологии. Психологию творчества на основе книг и архитектурных произведений Ле Корбюзье изучает А. В. Миронов.